# Воробей Олександр Валерійович
Олександр Валерійович Воробей (нар. 14 червня 1995, Сокаль) — український футболіст, воротар клубу «Насаф».

## Життєпис
Олександр Воробей народився 14 червня 1995 року. У ДЮФЛУ захищав кольори володимир-волинського БРВ-ВІКа (2008—2012) та ужгородської СДЮШОР (2010).
У 2012 році підписав свій перший професіональний контракт, з луцькою «Волиню». Проте за дорослу команду лучан не зіграв жодного поєдинку. Натомість виступав за «Волинь» у молодіжній першості, в футболці якої провів 41 матч та пропустив 54 м'ячі.
У 2016 році підписав контракт із ФК «Тернопіль». У футболці городян дебютував 9 жовтня 2016 року в нічийному (0:0) домашньому поєдинку 13-го туру першої ліги чемпіонату України проти київського клубу «Оболонь-Бровар». Наразі в складі ФК «Тернополя» в чемпіонаті України зіграв 6 матчів, в яких пропустив 6 м'ячів.
У липні 2017 року потрапив до заявки «Руху» з Винників, проте вже на початку 2018 року повернувся до складу «Волині», в якій грав виключно як третій воротар. В основі команди дебютував у переможному матчі Кубка України проти сімферопольської «Таврії», щоправда пропустивши в ньому два м'ячі.

## Титули і досягнення
- Володар Суперкубка Узбекистану (1):

«Насаф»: 2025